# Ercüment Sunter
Ercüment Sunter, né le 6 janvier 1955, à Ankara, en Turquie, est un ancien entraîneur de basket-ball turc.